# Film u 2015.
◄◄ | ◄ | 2012. | 2013. | 2014. | 2015.  | 2016. | 2017. | 2018. | ► | ►►
Arhitektura • Astronautika • Astronomija • Biologija • Film • Fotografija • Glazba • Kazalište • Kemija • Kiparstvo • Knjige • Književnost • Kršćanstvo • Meteorologija • Medicina • Planinarstvo • Politika • Pravo • Promet • Slikarstvo • Strip • Šport • Televizija • Znanost • Zrakoplovstvo • Željeznički promet
Film u 2015.

## Svijet

### Filmovi
- Savršen plan, švedska akcijska komedija
- Chappie, američki distopijski akcijski znanstveno fantastični kriminalistički film

## Vanjske poveznice
|  | Zajednički poslužitelj ima još gradiva o temi Filmovi iz 2015. |